# هيو مكينيس
هيو مكينيس (بالإنجليزية: Hugh McInnis)‏ هو لاعب كرة قدم أمريكية أمريكي، ولد في 18 سبتمبر 1938 في موبيل في الولايات المتحدة.